# Kartușîne, Rovenkî
Kartușîne (în ucraineană Картушине), cunoscut până în 2016 sub numele de Proletarskîi (în ucraineană Пролетарський) este o așezare de tip urban din orașul regional Rovenkî, regiunea Luhansk, Ucraina. În afara localității principale, mai cuprinde și satul Ceapaievka.

## Demografie
Componența lingvistică a așezării de tip urban Kartușîne
     Rusă (73,06%)
     Ucraineană (26,94%)
Conform recensământului din 2001, majoritatea populației așezării de tip urban Kartușîne era vorbitoare de rusă (73,06%), existând în minoritate și vorbitori de ucraineană (26,94%).